# Championnats du monde de ski nordique 1991

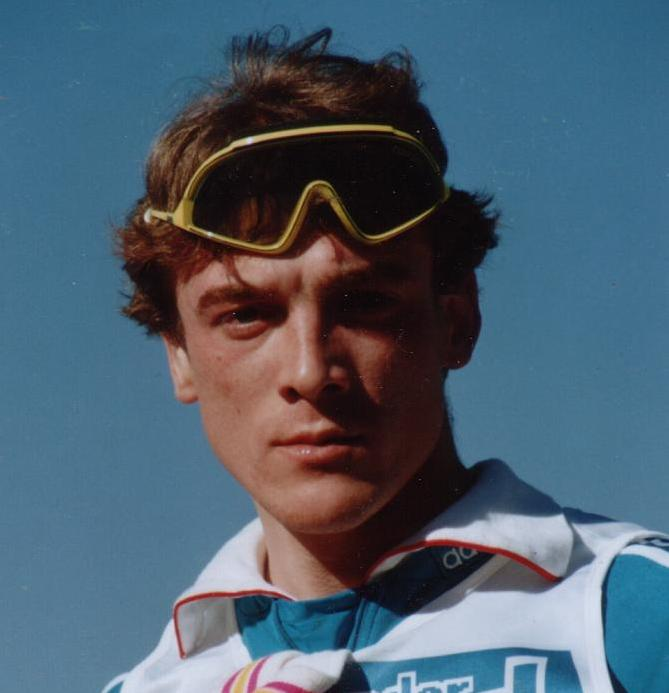

Championnats du monde de ski nordique. L'édition 1991 s'est déroulée en Val di Fiemme (Italie) du 7 février au 21 février.

## Palmarès

### Ski de fond
Sur le Stade de fond de Lago di Tesero nouvellement construit.

#### Hommes
| Épreuve                                     | Or                                                             | Argent                                                          | Bronze                                                              |
| 11 février : Ski de fond 10 km classique H  | Terje Langli                                                   | Christer Majbäck                                                | Torgny Mogren                                                       |
| 9 février : Ski de fond 15 km libre H       | Bjørn Dæhlie                                                   | Gunde Svan                                                      | Wladimir Smirnov                                                    |
| 7 février : Ski de fond 30 km classique H   | Gunde Svan                                                     | Wladimir Smirnov                                                | Vegard Ulvang                                                       |
| 17 février : Ski de fond 50 km libre H      | Torgny Mogren                                                  | Gunde Svan                                                      | Maurilio De Zolt                                                    |
| 15 février : Ski de fond relais 4 × 10 km H | Norvège Øyvind Skaanes Terje Langli Vegard Ulvang Bjørn Dæhlie | Suède Thomas Eriksson Christer Majbäck Gunde Svan Torgny Mogren | Finlande Mika Kuusisto Harri Kirvesniemi Jari Isometsä Jari Räsänen |

#### Femmes
| Épreuve                                   | Or                                                                             | Argent                                                                    | Bronze                                                                     |
| 12 février : Ski de fond 5 km classique F | Trude Dybendahl                                                                | Marja-Liisa Kirvesniemi                                                   | Manuela Di Centa                                                           |
| 10 février : Ski de fond 10 km libre F    | Elena Välbe                                                                    | Marie-Helene Östlund                                                      | Tamara Tichonova                                                           |
| 8 février : Ski de fond 15 km classique F | Elena Välbe                                                                    | Trude Dybendahl                                                           | Stefania Belmondo                                                          |
| 16 février :Ski de fond 30 km libre F     | Lioubov Iegorova                                                               | Elena Välbe                                                               | Manuela Di Centa                                                           |
| 15 février :Ski de fond relais 4 × 5 km F | Union soviétique Lioubov Iegorova Raisa Smetanina Tamara Tichonova Elena Välbe | Italie Bice Vanzetta Manuela Di Centa Gabriella Paruzzi Stefania Belmondo | Norvège Solveig Pedersen Inger Helene Nybråten Elin Nilsen Trude Dybendahl |

### Combiné nordique
| Épreuve                                 | Or                                                   | Argent                                            | Bronze                                          |
| 7 février :Combiné nordique K90 / 15 km | Fred Børre Lundberg                                  | Klaus Sulzenbacher                                | Klaus Ofner                                     |
| 13 février :Combiné nordique par équipe | Autriche Günther Csar Klaus Ofner Klaus Sulzenbacher | France Francis Repellin Xavier Girard Fabrice Guy | Japon Reiichi Mikata Masashi Abe Kazuoki Kodama |

### Saut à ski
| Épreuve                           | Or                                                                   | Argent                                                                | Bronze                                                              |
| 16 février : Saut à ski K90       | Heinz Kuttin                                                         | Kent Johanssen                                                        | Ari-Pekka Nikkola                                                   |
| 10 février : Saut à ski K120      | Franci Petek                                                         | Rune Olijnyk                                                          | Jens Weißflog                                                       |
| 8 février : Saut à ski par équipe | Autriche Heinz Kuttin Ernst Vettori Stefan Horngacher Andreas Felder | Finlande Ari-Pekka Nikkola Raimo Ylipulli Vesa Hakala Risto Laakkonen | Allemagne Heiko Hunger André Kiesewetter Dieter Thoma Jens Weißflog |

## Résultats

### K90
| Place | Nation   | Athlète           |
| ----- | -------- | ----------------- |
| 1er   | Autriche | Heinz Kuttin      |
| 2e    | Norvège  | Kent Johanssen    |
| 3e    | Finlande | Ari-Pekka Nikkola |
| 4e    | Autriche | Andreas Felder    |
| 5e    | Japon    | Kazuhiro Higashi  |
| 6e    | Suisse   | Stephan Zünd      |

### K120
| Place | Nation      | Athlète           |
| ----- | ----------- | ----------------- |
| 1er   | Yougoslavie | Franci Petek      |
| 2e    | Norvège     | Rune Olijnyk      |
| 3e    | Allemagne   | Jens Weißflog     |
| 4e    | Autriche    | Heinz Kuttin      |
| 5e    | Autriche    | Stefan Horngacher |
| 6e    | Suisse      | Stephan Zünd      |

## Récapitulatif des médailles par pays
| Rang | Nations          | Médaille d'or | Médaille d'argent | Médaille de bronze | Total |
| ---- | ---------------- | ------------- | ----------------- | ------------------ | ----- |
| 1    | Norvège          | 5             | 3                 | 2                  | 10    |
| 2    | Union soviétique | 4             | 2                 | 2                  | 8     |
| 3    | Autriche         | 3             | 1                 | 1                  | 5     |
| 4    | Suède            | 2             | 5                 | 1                  | 8     |
| 5    | RF Yougoslavie   | 1             | -                 | -                  | 1     |
| 6    | Finlande         | -             | 2                 | 2                  | 4     |
| 7    | Italie           | -             | 1                 | 4                  | 5     |
| 8    | France           | -             | 1                 | -                  | 1     |
| 9    | Allemagne        | -             | -                 | 2                  | 2     |
| 10   | Japon            | -             | -                 | 1                  | 1     |